# 디필론 항아리

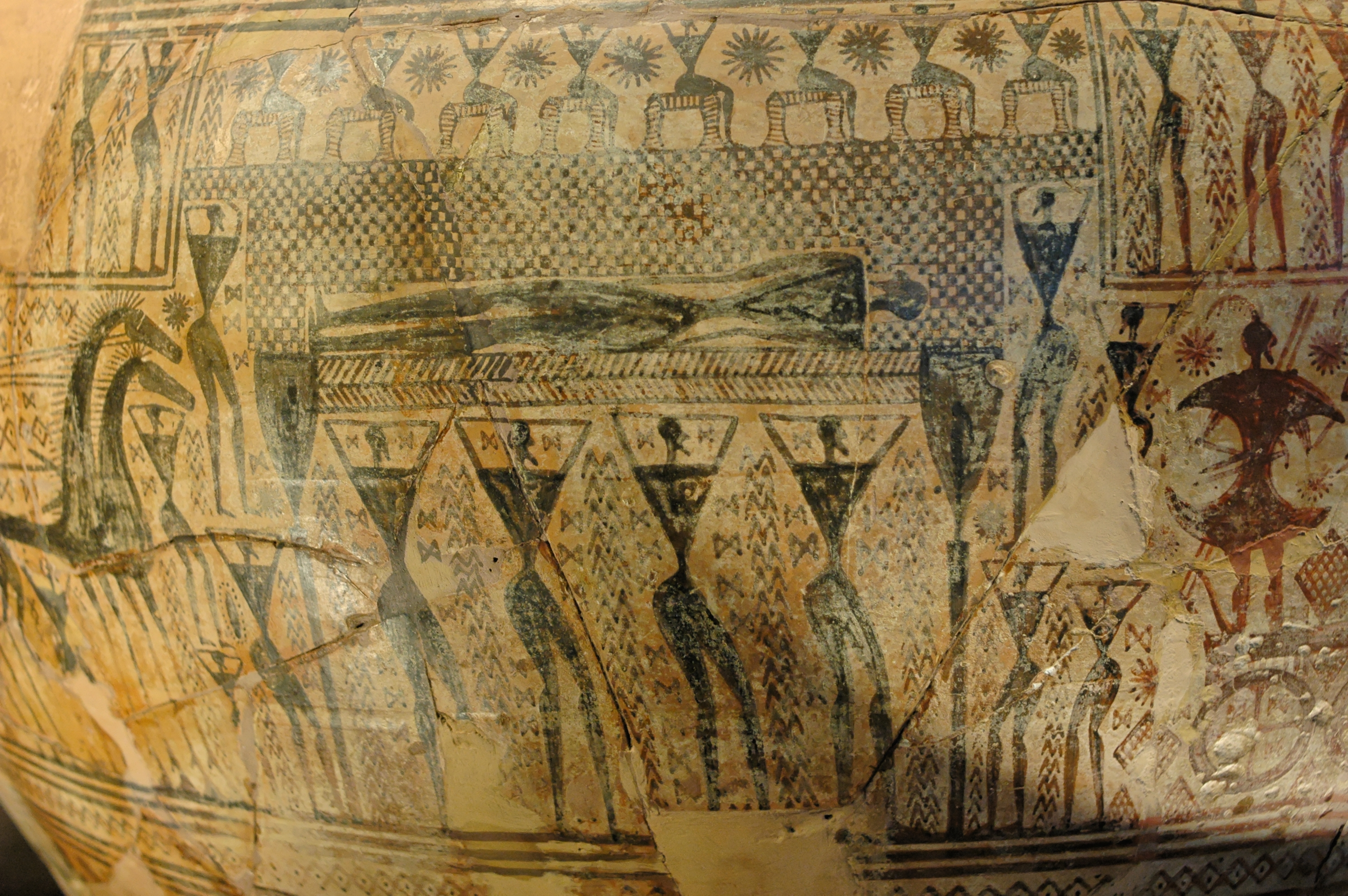
디필론 항아리

디필론 항아리는 기원전 8세기경 그리스에서 사용된 장례용 항아리이다. 기하학적 무늬의 그림이 있고 밑에 몇 개의 구멍이 있어 그곳으로 신주를 죽은 자에게 붓는다.